# 恵比寿新聞
恵比寿新聞（えびすしんぶん）は東京都渋谷区恵比寿の地域情報を発信するインターネットのWEBマガジン。紙での発行は行っていない。

## 概要
2009年10月6日に高橋ケンジが個人で開局。恵比寿駅から半径2kmを取材範囲と定め、街の飲食店情報・歴史・お祭り。イベントなどの地域生活に密着した情報を人にフォーカスして取材を行うスタイル。広告費を一切取らない運営方法を取っている。収益モデルはイベント・施設プロデュース・物販など街づくりに関係する業務で運営。「地域応援型収益モデル」と独自の収益モデルを作る。
2013年に株式会社GRANDWAZOOに法人化。「のれん分け」と称し東京都心を中心に系列新聞が拡大。2018年3月時点で中目黒新聞・富ヶ谷新聞・立川新聞・戸塚新聞・田町新聞・おきたま新聞・大塚新聞・渋谷新聞・富士河口湖町新聞・自由が丘ジャーナル・白金新聞・下田新聞・阿蘇西原新聞・麻布十番新聞・鎌倉新聞・秋葉原新聞・天王洲アイル新聞が開局している。
2016年より渋谷区のコミュニティ放送局「渋谷のラジオ」にて月一の木曜日16：10から17：00まで「渋谷商店部恵比寿エリア」の番組のナビゲーターを担当する。